# Demi-monde

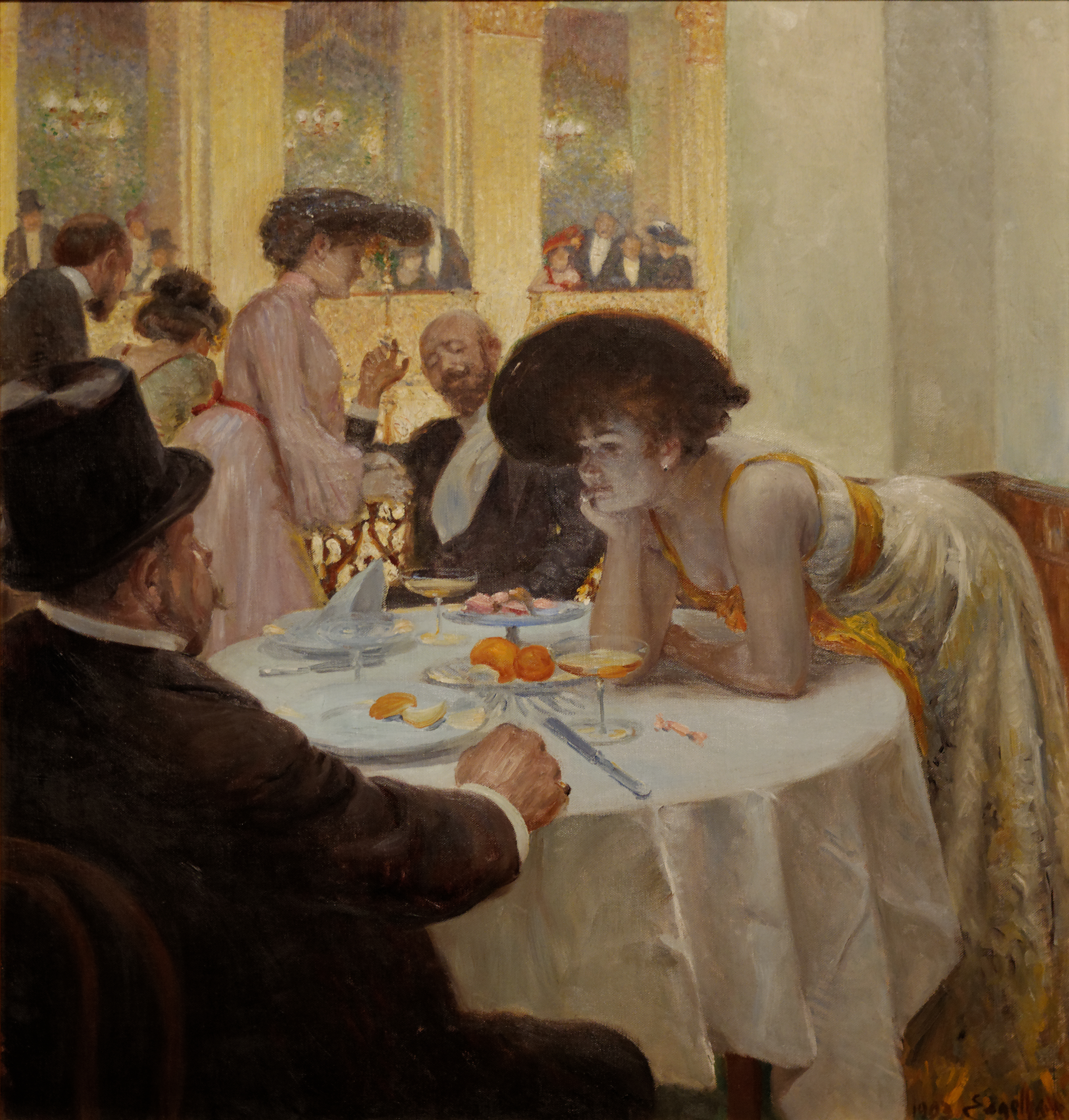
Loge im Sofiensaal (1903) di Josef Engelhart

Per demi-monde o demimonde si intende un ambiente sociale corrotto e che ostenta gli atteggiamenti propri di un ceto elevato.

## Etimologia e storia
La parola macedonia demi-monde si compone dei termini francesi demi ("mezzo") e monde (mondo) e venne usata per la prima volta nella commedia di Alexandre Dumas figlio Le demi-monde, pubblicata nel 1855, dove vengono descritti gli amori in certi ambienti immorali di Parigi frequentati da sedicenti borghesi.
Durante il XIX secolo, la parola demi-mondaine si diffuse in Francia in riferimento a una prostituta che vive nel lusso o a una mantenuta d’alto bordo.
Nel corso della storia sono vissute delle famose demi-mondaine, fra cui Émilienne d'Alençon, Liane de Pougy e La Bella Otero, considerate un esempio di fascino e sregolatezza Belle Époque, e poi Cora Pearl, amante di Napoleone Giuseppe Carlo Paolo Bonaparte, e Virginia Oldoini, cugina di Cavour e celebre per aver avuto numerosi amanti fra cui Napoleone III.